# Girl (鶴久政治の曲)
『Girl』（ガール）は鶴久政治4枚目のシングル。MASAHARU名義。1990年2月21日にポニーキャニオンよりリリース。2ndソロ・アルバム『Timely』と同時発売。

## 収録曲
1. Girl
（作詞：川村真澄　作曲：鶴久政治　編曲：西平彰）
2. 君のままでいい
（作詞：麻生圭子　作曲：鶴久政治　編曲：西平彰）